# قسم الأمن العام رقم 9
قسم الأمن العام رقم 9 (باليابانية: 公安 9 課 Kōan Kyūka؟) هو قسم أمن معلومات وإستخبارات على نمط الدرك من تأليف Masamune Shirow في سلسلة مانغا وأنيمي جوست إن ذا شيل. يخضع إختصاص القسم لوزارة الشؤون الداخلية. في بعض الترجمات، يُطلق الاسم على أنه قسم السلامة العامة رقم 9. في الفيلم الأصلي، يُعرف باسم فرقة الهيكل أو قسم شرطة الأمن 9. في المنشور الأصلي للمانجا، عُرف باسم «قسم شرطة مكافحة الشغب المتنقلة المدرعة رقم 9» بغض النظر عن الترجمة، عندما تتحدث عَنُه الشخصيات، يشار إليها ببساطة بالقسم رقم 9.
يتألف القسم رقم 9 من ضباط سابقين بالجيش وأطباء الطب الشرعي ومحققي الشرطة. هؤلاء الوكلاء مسؤولون فقط أمام المدير العام و رئيس وزراء اليابان. تظل معظم المعلومات حول القسم رقم 9 سرية للغاية؛ وزارة الداخلية لا تعلق على تفاصيل أنشطتها. لا يعرف عامة الناس حتي أن القسم رقم 9 موجود. على الرغم من أن البرلمان الوطني وأقسام قوات الأمن الأخرى على دراية به بشكل عام بأنه وحدة عمليات سوداء. يَسمح هذا للقسم بالعمل بشكل مُستقل عن الرقابة الحكومية، والتخلص من الروتين والبيروقراطية.